# 北海道浜頓別高等学校
北海道浜頓別高等学校（ほっかいどうはまとんべつこうとうがっこう、Hokkaido Hamatonbetsu High School）は、北海道枝幸郡浜頓別町にある公立（道立）の高等学校。

## 沿革
- 1950年（昭和25年） - 北海道稚内高等学校の浜頓別分校として開校。
- 1951年（昭和26年） - 北海道浜頓別高等学校として独立。
- 1957年（昭和32年） - 道立移管。
- 2008年（平成20年） - 商業科募集停止。
- 2010年（平成22年） - 商業科閉科。

## 部活動

### 運動部
- 野球部
- バスケットボール部
- 卓球部
- バドミントン部

### 文化部
- 美術部
- 家庭科部
- 茶道部
- 吹奏楽局
- ボランティア局